# 67-й пехотный полк «Терция старой Сицилии»
67-й пехотный полк «Терция старой Сицилии» (исп. Regimiento de Infantería "Tercio Viejo de Sicilia" Nº 67) — полк лёгкой пехоты Вооружённых сил Испании, названный в честь исторической воинской части Сицилийской терция. С XVIII века армия поддерживает традицию этой терции в одном из своих полков. Входит в состав 11-й бригады «Эстремадура» дивизии «Кастильехос», которая наряду с дивизией «Сан-Марсиаль» является основной ударной единицей наземных сил (Fuerza Terrestre) Испании.

## История терции
Сицилийская терция — одна из трёх первых терций испанской армии, которые были созданы императором Карлом V. Согласно императорскому указу от 23 октября 1535 года была образована Сицилийская терция, задача которой было защищать испанские владения в Италии. Старый сицилийскую терцию называют, потому что она была одной из первых трёх созданных испанских терций. Первоначально в ней было двенадцать рот (от 150 до 200 человек в каждой). Терция была рассредоточена по всей Сицилии, также несколькой её отрядов размещались в Калабрии.
Её первая миссия заключалась в захвате Ла-Гулета (Хальк-эль-Уэд в Тунисе), находившегося тогда под властью Османской империи. Успех экспедиции позволил испанцам основать цитадель на песчаной косе, отделяющей Тунисский залив от Тунисского озера. В 1542—1544 годах терция участвовала в войне с Францией в Пьемонте, а с 1550 года до 1571 года провела несколько кампаний против турок, в частности, приняв участие в битве при Лепанто, крупнейшем морском сражении XVI века.
С 1571 по 1588 год Сицилийская терция сражалась во Фландрии против принца Вильгельма Оранского, в Тунисе (снова против турок), а в 1580 году участвовала в завоевании Португалии. В 1588 году Сицилийской терции пришлось столкнуться с потерей большого количества людей при кораблекрушении во время неудачной попытки вторжения в Англию Непобедимой армады (Великой армады или также Испанской армады).
В начале XVII века отряд стал известен как «Фиксированная терция Сицилии» (исп. Tercio Fijo de Sicilia), поскольку, хотя она и участвовала в нескольких кампаниях против османов и Франции, но оставалась при этом на острове, от которого и получила своё название. Во второй половине того же века она участвовала в новом конфликте против Франции и ей было поручено подавить восстания на Сардинии в 1669 году и в Мессине в 1673 году.

## История полка
В 1705 году терция была реорганизована в три подразделения, а два года спустя стала полком, состоящим из двух батальонов. В 1715 году, учитывая необходимость сгруппировать два вышеупомянутых батальона, была проведена реформа, в ходе которой был создан второй сицилийский батальон из остатков полков «Африка», «Вильчес» и «Эсиха», а название было изменено на Африканский полк.
В 1719 году полк был переведен в качестве гарнизона в Памплону, позже он не раз менял место дислокации: Сеута, Барселона, Балеарские острова, снова Барселона, Картахена, Мадрид, Сарагоса, Памплона и Сан-Себастьян, Самора, Сантандер и Ла-Корунья. На протяжении XVIII века особо выделялись кампании, проводившиеся в Италии, Португалии, американских колониях и в Северной Африке. В эти годы полк потерпел три кораблекрушения, унесшие жизни его членов. Последнее из них произошло у берегов Галисии в 1802 году.
Во время Пиренейских войн полк участвовал в сражениях при Байлене и Туделе (1808), Талавере (1809), Оканье (1810), Чиклане и Сагунто (1811).
В 1837 году полк участвовал в Первой карлистской войне (битва при Уэске), а затем в Африке в сражениях при Тетуане и Вад-Расе. В 1873 году, во время Третьей Карлистской войны, он сражался в Пуэнте-ла-Рейна, Монтехурра и Велабьета.
В 1893 году королевским приказом, подписанным в Сан-Себастьяне, полк стал называться «Сицилийский» пехотный полк № 7. В 1895 году первый батальон полка был направлен на Кубу, где в 1898 году принял участие в войне против США. Сержант 7-го полка Виктор Хортигуэла Каррильо был награждён Орденом Святого Фердинанда, высшей военной наградой Испании, и завершил кампанию в звании лейтенанта. 7-й полк участвовал в боевых действиях против даже после заключения перемирия с США 14 августа. Последние бои полка с повстанцами Каликсто Гарсиа в Аурасе (Ольгин) состоялись 16 и 17 августа, так как генерал Луке не знал о вступившем в силу перемирии.
В 1921 году полк участвовал в Рифской войне, двумя батальонами добившись захвата Тазаруты и Эль-Харчи. В том же году полк был переведён в казармы «Инфанта Мерседес», расположенные в Сан-Себастьяне. В мае 1931 года, через месяц после провозглашения Второй республики, полк стал горнострелковым и был переведён в Памплону. После этого его название несколько раз менялось. В 1936 году выведен в Страну Басков и реорганизован в Сицилийский батальон горных охотников № 8. В Гражданской войны в Испании полк принял участие на стороне Франко.
После войны изменения в его организации и названии продолжались до тех пор, пока в 1966 году он не был преобразован в Сицилийский горнострелковый полк № 67 с батальонами в Сан-Себастьяне и Ируне. Позже он стал называться полком горных охотников «Терция старой Сицилии», входя в состав горнострелковой дивизии № 5, а в 1994 году, по случаю 450-летия со дня создания, ему переименовали в полк лёгкой пехоты «Терция старой Сицилии» № 67. В 1996 году он вошёл в состав Мобилизуемых сил обороны. До конца 2015 года полк входил в состав ныне расформированной V лёгкой пехотной бригады «Сан-Марсиаль» (BRIL V). 

## Современность
Ныне полк входит в ходит в 11-й бригады «Эстремадура» дивизии «Кастильехос», которая наряду с дивизией «Сан-Марсиаль» является основной ударной единицей наземных сил (Fuerza Terrestre) Испании. Полк размещён в казармах Лойолы в городе Сан-Себастьян. В последние годы он принимал участие небольшими подразделениями или отдельным персоналом в международных миссиях с участием Испании, проводившихся в разных странах, в том числе, в Боснии и Герцеговине, Ливане, Косово, Ираке и Афганистане.
В состав полка входит 1-й моторизованный батальон «Легаспи», названный в честь конкистадора Мигеля Лопеса де Легаспи (1502—1572), 1-го генерал-губернатора Филиппин.

## Награды
- 24 мая 1837 — Орден Святого Фердинанда — батальон №2 за битву при Уэске[5].
- 7 июня 1938 — Коллективная военная медаль — батальон №2 за ликвидацию «Мешка Бьельсы»[5].
- 6 декабря 1938 — Коллективная военная медаль — батальон №1 за сражение при Самосьерре[5].
- 24 мая 1940 — Коллективная военная медаль — батальон №3 за участие в боях в составе 4-й наваррской дивизии[5].